# Politica della Tanzania
Il sistema politico della Repubblica Unita della Tanzania è basato sul modello della repubblica parlamentare. Il  presidente della Tanzania è contemporaneamente capo dello stato, capo dell'esecutivo e comandante in capo delle forze armate.

## Costituzione

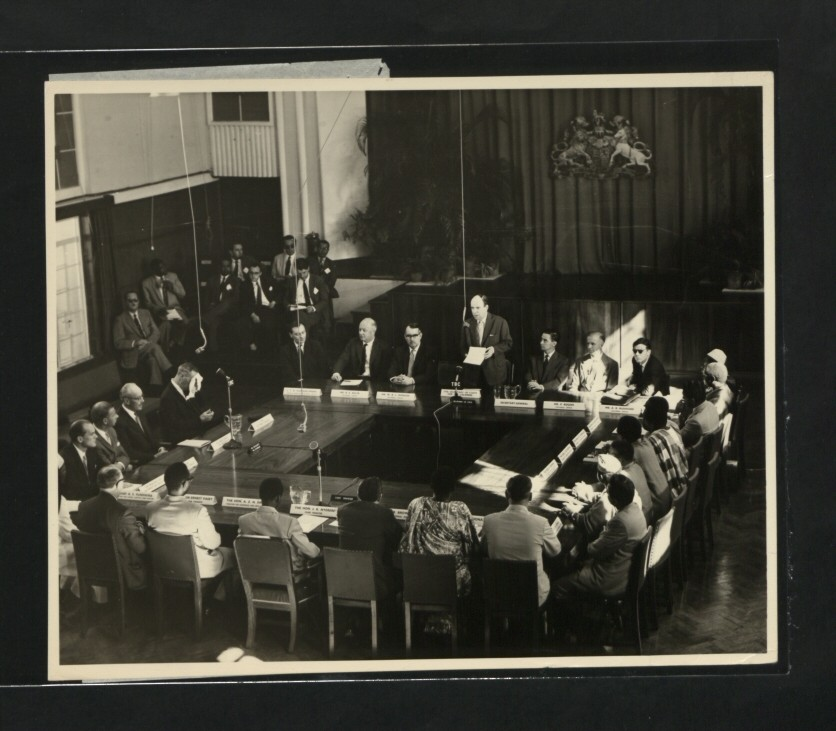
La Conferenza Costituzionale del 1961

Il sistema politico attualmente in vigore in Tanzania, nelle sue linee generali, è definito dalla costituzione del paese. Dal 1961, anno in cui la Tanzania (allora Tanganica) ottenne l'indipendenza dal Regno Unito, la costituzione è stata sottoposta a quattro revisioni sostanziali (nel 1962, 1964, 1965 e 1977) e una serie di emendamenti. La costituzione del 1962 ha introdotto le riforme in senso presidenzialista che definiscono in larga misura la struttura attuale dei vertici dello stato; quella del 1964 ha introdotto il doppio sistema di governo per l'entroterra (ex Tanganica) e Zanzibar.

## Struttura di governo
Il sistema politico della Tanzania comprende due strutture di governo principali. Il governo centrale, detto "Governo della Repubblica Unita della Tanzania" (Government of the United Republic of Tanzania) è competente per le questioni che riguardano l'intero paese o la Tanzania continentale; il "Governo rivoluzionario di Zanzibar" (Revolutionary Government of Zanzibar) è competente per le questioni che riguardano la sola Zanzibar. Al di sotto del governo centrale e di quello di Zanzibar si collocano le  "autorità di governo locale" (local government authorities) che amministrano le regioni, i distretti e le altre divisioni amministrative locali.
Ognuno dei due governi comprende organi esecutivi, giudiziari e legislativi.

## Potere esecutivo
La direzione del paese è affidata dall'Esecutivo (Executive), presieduto e guidato dal presidente della Tanzania. Oltre al presidente, l'Esecutivo comprende il vicepresidente, il presidente di Zanzibar, il primo ministro e i ministri di Gabinetto.
Il vicepresidente assiste il presidente in tutti i suoi impegni, curando in particolare l'esecuzione delle decisioni prese dall'Esecutivo e svolgendo le funzioni presidenziali quando il presidente è assente. Il primo ministro rappresenta l'Esecutivo presso l'Assemblea nazionale, ed è responsabile dell'attuazione delle decisioni dell'Esecutivo in sede parlamentare. Il presidente di Zanzibar è a capo del Governo rivoluzionario di Zanzibar, e dell'Esecutivo di Zanzibar.
Il primo ministro e i ministri di Gabinetto sono nominati dal presidente fra i membri dell'Assemblea nazionale. I ministri sono a capo dei ministeri, attraverso cui il governo esercita le sue funzioni.

## Potere legislativo
Il potere legislativo è affidato a una struttura di tipo parlamentare, sia a livello centrale che a Zanzibar. Il parlamento centrale viene chiamato Parlamento della Tanzania (National Assembly); quello di Zanzibar si chiama Consiglio rivoluzionario di Zanzibar (Zanzibar Revolutionary Council).

## Potere giudiziario
Ai vertici del potere giudiziario ci sono tre istituzioni: la  Corte d'appello della Repubblica Unita della Tanzania (Court of Appeal of the United Republic of Tanzania), le  corti supreme della Tanzania continentale e di Zanzibar (High Court of Mainland Tanzania e  High Court of Tanzania Zanzibar) e la  Commissione dei servizi giudiziari (Judicial Service Commission). Quest'ultima commissione è un consiglio composto dalle più alte cariche della Corte d'appello e delle corti supreme e da alcuni membri nominati dal presidente. La  Commissione per la riforma legislativa della Tanzania (Tanzania Law Reform Commission) è responsabile della revisione delle leggi del paese.